# Bătălia de la Bir Hakeim
Bir Hakeim (arabă biʔr ħaˈkiːm) este o oază în deșertul libian și locul unui fost fort al Imperiului Otoman. În timpul Bătăliei de Gazala (26 mai – 21 iunie 1942), Divizia 1 Franceză Liberă a Général de brigade Marie Pierre Kœnig a apărat locația de pe 26 mai până pe 11 iunie împotriva mult mai numeroaselor forțe germane și italiene, comandate de Generaloberst Erwin Rommel.
Bătălia a fost mai târziu folosită în scopuri propagandistice de către toate părțile implicate. Tobruk a fost cucerit zece zile mai târziu de Panzerarmee Africa, dar întârzierea impusă de ofensiva Axei prin apărarea cetății, a influențat anularea Operațiunii Herkules, invazia planificată a Maltei. Rommel a continuat să avanseze în ciuda întârzierilor cauzate de britanici până s-a oprit la Prima bătălie de la El Alamein în luna iulie.

## Legături externe
- fr  Article about the battle, by Jean-Philippe Liardet Arhivat în 4 februarie 2012, la Wayback Machine.
- fr  Articles about four French units: 'La 13ème DBLE';'Le 1er RAMA';'Le 1er RFM';'Le BIMP' Arhivat în 31 mai 2013, la Wayback Machine.
- Fall of the Gazala Line
- Parliamentary Debates, House of Commons Official Report 2 iulie 1942
- Bonner Fellers and the Black Code